# 沈丘站
沈丘站，位于中华人民共和国河南省周口市沈丘县槐店回族镇，是漯阜铁路上的火车站，建于1987年，由武汉铁路局管辖。

## 車站周邊
- 沈丘县鹏程职业中等专业学校
- 沈丘县鑫德精品酒店
- 沈丘县公安局

## 歷史
- 建于1987年。